# Lý Trường Nhân
Lý Trường Nhân (chữ Hán: 李長仁, 440 - 478) là một thủ lĩnh địa phương, cát cứ Giao Châu, tự trị với chính quyền phong kiến phương Bắc trong lịch sử Việt Nam thời Bắc thuộc lần II. 

## Khởi nghĩa chống nhà Lưu Tống
Không tài liệu nào ghi chép về thân thế cũng như năm sinh, năm mất của ông. Sử Trung Quốc chỉ nói Lý Trường Nhân là một "thổ nhân", một "Giao châu nhân" (người Giao châu). Có lẽ ông thuộc tầng lớp hào trưởng địa phương và trước đó chưa làm quan chức gì cho chính quyền đô hộ.
Năm 468, nhân Thứ sử Giao Châu là Lưu Mục chết, Lý Trường Nhân cùng với em họ là Lý Thúc Hiến tụ tập dân chúng Giao Châu nổi dậy, giết hết các "bộ khúc", thuộc hạ của thứ sử cũ, tự xưng là Thứ sử.
Trong vòng ba tháng, dân chúng Giao Châu tìm giết quan quân đô hộ cùng những người lưu ngụ từ phương Bắc sang, tự lập chính quyền riêng. Lý Trường Nhân sau đó sai sứ sang xin vua Lưu Tống chính thức phong cho chức Thứ sử, nhưng Lưu Tống Minh đế không đồng ý, chỉ cho ông làm Giao Châu hành kinh lược sứ. Lưu Tống đế liên tiếp cử Ngô Hỷ, rồi Tông Phụng Bá sang Giao Châu để làm Thứ sử nhưng bọn Hỷ, Bá đều sợ không dám đi.
Tháng 8 năm 468, Lưu Bột được cử sang làm Thứ sử Giao Châu, nhưng bị Lý Trường Nhân chống lại và chết. Dù vậy, sau đó Lý Trường Nhân vẫn sai người sang Tống xin hàng, nhưng vẫn quản lãnh công việc ở Giao Châu. Nhà Tống buộc phải chấp thuận cho ông chức Thứ sử Giao Châu.
Sau khi ông mất, Lý Thúc Hiến lên thay quyền thống lĩnh cho đến năm 485 thì hàng Tề.